# تحسين المنزل

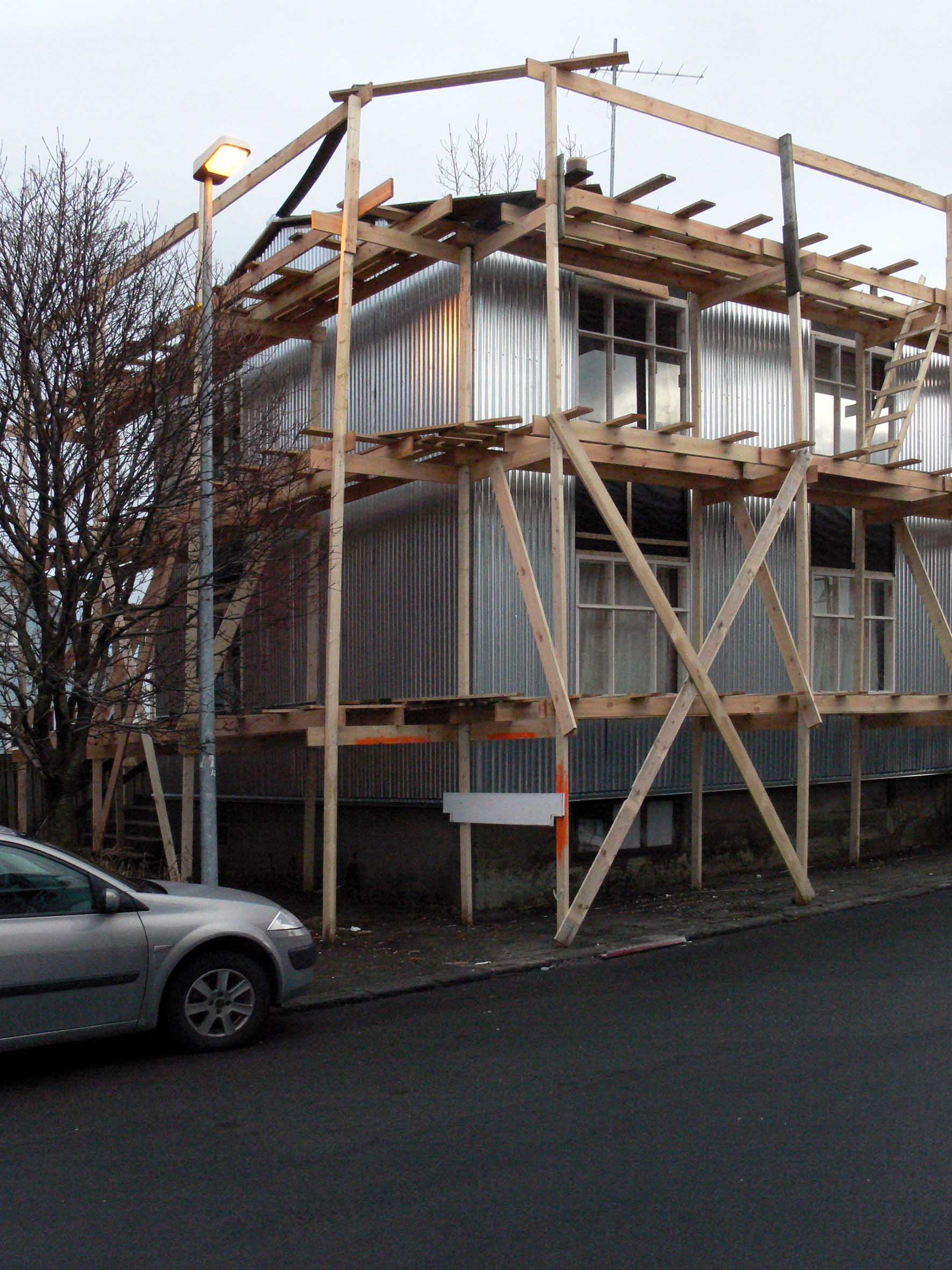
تحسين البنية الخارجية للمنزل

يٌعرف تحسين المنزل أو ترميمه أو إعادة تصميمه بعملية تجديد أو إضافة لمسات لمنزل شخص ما. فقد تقوم الشركات بعملية التحسين فتعمل على صيانة البنية الداخلية للمنزل (كالكهرباء والسباكة)، أو البنية الخارجية (كالبناء والخرسانة والميلان والتسقيف)، أو أي تحسينات أخرى للبناء (كالاهتمام بالحديقة أو صيانة المرآب/ إضافة لمسات له).

## أنواع تحسين المنزل
في حين أن مصطلح «تحسين المنزل» يطلق غالبا على مشاريع البناء التي تغير من هيكل منزل ما قائم بالفعل، فإنه يطلق أيضا على عمليات تحسين الحشائش والحدائق وطريقة تصميم الأماكن في الهواء الطلق كالشرفات والمآرب، كما يشتمل المصطلح على مهام الصيانة، والإصلاح والخدمات العامة للمنزل. ويكون لتحسين المنازل عموما واحدا أو أكثر من الأهداف التالية:

### الراحة
- توفير أنظمة التدفئة والتهوية وتكييف الهواء.
- تحسين الغرف بالكماليات، كإضافة أواني تقديم راقية للطعام في المطبخ، أو حوض استحمام ساخن (سبا) لدورة المياه.
- زيادة قدرة أنظمة السباكة والكهرباء.
- العزل السطحي.
- غرف عازلة للصوت، خاصة غرف النوم، ودورات المياه.

### الترميم والصيانة
يمكن لهذا القسم أن يتضمن كل مما يلي:
- فصل واستبدال السقف بآخر ضد الماء.
- إصلاحات الخرسانة والإصلاحات الحجرية لأساس المنزل والمدخنة.
- إعادة طلاء الغرف والجدران، أو وضع سور حول المنزل.
- إصلاح أنظمة السباكة والكهرباء.

### المساحات الإضافية
يمكن زيادة مساحة إضافية لمكان المعيشة عن طريق ما يلي:
- تحويل المناطق المهمشة إلى أماكن صالحة للعيش، كتحويل الطوابق السفلية إلى غرف نوم، أو إلى مسارح منزلية، أو غرف نوم احتياطية.
- التوسيع عن طريق إضافة غرف جانبية للمنزل، أو أحيانا عن طريق إضافة مستويات إضافية للسقف الأصلي بحيث تسمى هذه الوحدة الجديدة من البناء باسم «الإضافات».

### توفير الطاقة
يمكن لأصحاب البيوت التقليل من تكاليف مرافقهم عن طريق:
- العزل الحراري الموفر للطاقة، والنوافذ البديلة، والإضاءة.
- الطاقة المتجددة بمواقد بيليه للكتلة الحرارية، ومواقد حرق الخشب، والألواح الشمسية، وتوربينات الرياح، وترموستاتس البرمجة، والمضخات الحرارية لتبادل الحرارة الأرضية.

### الاستعدادات والسلامة
- تتمثل تدابير سلامة التأهب لحالات الطوارئ في كل من:
- أنظمة إنذار الحريق والإشعال المنزلية.
- أنظمة الرش لحماية المنزل من الحرائق.
- الأبواب والنوافذ والأقفال المنزلية.
- أقبية العواصف كسبيل للحماية من الأعاصير والزوابع.
- ملاجئ للقنابل خاصة خلال الخمسينات من القرن الماضي في سبيل الحماية من الحرب النووية.
- المولدات الاحتياطية لتوفير الطاقة أثناء انقطاع التيار الكهربائي.

## صناعة تحسين المنزل
تعادل قيمة صناعة تحسين المنزل ما يقارب 300 مليار دولار أمريكي في الولايات المتحدة و48 مليار دولار في كندا. ويبلغ متوسط تكلفة المشروع الواحد 3000 دولار في أمريكا مقابل 11000-15000 دولار في كندا.
ويعد تحسين المنازل الإحترافي قديما حيث يعود أصله إلى بداية الحضارة المسجلة. ومن الأمثلة على هذا، أن الكاتب فيتروفيوس ذكر (في كتابه الشهير دي أركتشيتكتورا) بأنه يُقال عن سيرجيوس أوراتا في القرن الأول قبل الميلاد أنه مخترع الهيبوكوست. وهو نظام التدفئة تحت البلاط. حيث كان البلاط يستخدم في جميع أنحاء الإمبراطورية الرومانية في فيلات الأثرياء. ويقال أنه أصبح غنيا من شراءه للفلل بسعر رخيص، وثم أضاف المنتجعات الصحية ونظامه الجديد (الهيبوكوست)، وأخيرا أعاد بيعها بسعر أعلى.

## مقاولو التجديد
ولعل أهم وأبرز المهنيين في صناعة التجديد هم مقاولو التجديد أو المتاجرين المحترفين الماهرين. هؤلاء هم البنائين الذين لديهم أوراق اعتماد متخصصة، وترخيص وخبرة لتنفيذ خدمات التجديد في بلديات محددة.
وفي حين وجود «سوق موازي» كبير نسبيا للشركات غير المرخصة، فيوجد من لديهم عضوية في جمعية ذات سمعة طيبة و / أو معتمدة من قبل منظمة مهنية. ويوصى أصحاب المنازل بتطبيق بعض التحقيقات مثل التحقق من الترخيص والتأمين وفحص المراجع التجارية قبل التعاقد مع المقاول للعمل في منزلهم.

## في الثقافة الشعبية
شاع مصطلح تحسين المنزل على التفاز في عام 1979 مع العرض الأول (لهذا البيت القديم بطولة بوب فيلا) على برنامج تلفزيوني. وتعرض الفضائيات الأمريكية العديد من عروض (افعل هذا بنفسك)، كما تفعل القناة المشابهة DIY Network. ويستضيف وينتج داني ليبفورد البرنامج الشهير (صاحب المنزل اليوم مع داني ليبفورد). كما يشارك كل من توم كرايوتلر وليسلي سغريت كضيوف للبرنامج الإذاعي الشهير (منجم المال لتحسين المنازل).
وتشمل الأفلام التي تسخر من الصعوبات المرتبطة بهذا الموضوع كلا من: فيلم السيد بلاندينغز يبني منزل أحلامه (1948)، بطولة كاري غرانت وميرنا لوي. وفيلم جورج واشنطن نام هنا (1942)، ويضم جاك بيني وان شيريدان. وفيلم منجم المال «ماني بيت» (1986)، مع توم هانكس وشيلي لونغ. كما استخدم فيلم هومكوم موضوع تحسين المنزل لأغراض كوميدية.